# Vigh Melinda
Vigh Melinda (Budapest, 1982. május 2. – Watzmann-csúcs, Berchtesgaden mellett, 2021. augusztus 7.) világbajnoki ezüstérmes magyar paramászó.

## Élete
Gyerekkorát Budapesten töltötte. Huszonnégy éves korában a hollandiai Amszterdamba költözött, ahol dolgozott és a tanulmányait végezte. 2012-től kezdett el mászni gyakorlótermi műfalon. 2015-ben Németország fővárosába, Berlinbe költözött. Néhány évig hobbiszinten űzte a sziklafalmászást, majd 2016-ban elhatározta, hogy kipróbálja magát a nemzetközi paramászó versenyeken, mivel Magyarországon ilyen jellegű verseny még nincs. Elhatározásával népszerűsíteni kívánta a falmászást mozgáskorlátozottak számára Hollandiában, Magyarországon és Németországban. Rendszerint Magyarország színeiben versenyzett. A 2016-os párizsi Paramászó Világbajnokságról az ezüst érmet sikerült hazavinnie. 2017-ben a franciaországi Briançonban rendezett falmászó versenyen 1. helyezést ért el. 2018-ban újból második helyen végzett az ausztriai Innsbruckban. Ugyanebben az évben, a karlsruhei Deutscher Paraclimbing Wettkampf-on már az első helyet érte el.
Az ezt követő években Vigh igyekezett történetét és személyes tapasztalatait minél szélesebb nyilvánosság előtt megosztani. Ennek céljából rendezvényeket szervezett, ahol lehetőség volt mozgáskorlátozottak számára, hogy kipróbálják a mászást, és egyúttal a már tapasztalt mozgáskorlátozott mászók találkozzanak egymással. Berlinben a 2017. márciusában szervezett rendezvényen már majdnem 60 mozgáskorlátozott résztvevő próbálta ki a falmászást.
Gyakran járt Norvégiába vadkempingezni és érdeklődött a norvég gasztronómia után. Amszterdamban a fejlődő országok gazdaságtanával foglalkozott.

## Halála
2021. augusztusában a bajorországi Berchtesgadenben tartózkodott. A Watzman-csúcs megmászása során lezuhant a hegygerincről, közel 200 méteres magasságból és életét vesztette. Magyar Hegy- és Sportmászó Szövetségének közleménye szerint Vigh a Watzmann két csúcsa, a Mittelspitze és a Südspitze között haladhatott egyedül. Vélhetően a rossz időjárási viszonyok miatt eltévedt a ködben, majd az útról letérve érhette a baleset.